# Žalčari
Žalčari (lat. Aculeta) je monofiletička grupa srednje velikih ili velikih kukaca opnokrilaca (lat. Hymenoptera) kojemu pripadaju, pčele, mravi i ose. Njihov tipičan organ za obranu je uvlačiv žalac koji je u vezi s otrovnom žlijezdom. Usni organi su za grizenje ili za lizanje i sisanje. Ličinke su im bez nogu te se ženke o njima brinu i donose im hranu. 
Mnoge vrste žive u zajednicama. U tu skupinu ubrajamo samotne, poludruževne i druževne vrste poput mrava (lat. Formicidae), osa (lat. Vespidae), pčela (lat. Apidae) i dr. Žalčarima je osobitost briga za potomstvo, vrlo rijetka u drugih kukaca.
Aculeata ima rang infrareda ili divizije